# Чесноков, Борис Михайлович
Борис Михайлович Чесноко́в (9 (23) июля 1891 — 17 января 1979) — российский футболист, нападающий.

## Биография
Чемпион Москвы (1915, 1917).
Организатор «Рогожского кружка спорта» (РКС). Один из первых спортивных журналистов страны, писал в журнале «К спорту», стал первым спортивным обозревателем газеты «Правда», первым редактором издательства «Физкультура и спорт», первым автором «Энциклопедического словаря спорта», первым председателем лиги тяжёлой атлетики и борьбы.
В конце 1930-х гг. — председатель всесоюзной секции и судейской коллегии (с июня 1937 года) по борьбе. Судья всесоюзной категории (1937).
Организовал команду «Динамо» по русскому хоккею. Преподавал на кафедре физвоспитания Московского педагогического института, заведовал методическим кабинетом Центрального научно-исследовательского института физкультуры.
Борис Михайлович отец Юрия Чеснокова, волейболиста, чемпиона Олимпийских игр и девятикратного чемпиона СССР и брат Сергея Чеснокова.